# Lexington SC
Der Lexington Sporting Club ist ein US-amerikanisches Sportfranchise aus Lexington. Das Männerfußballteam tritt in der USL Championship an, das Frauenfußballteam in der USL Super League.

## Hintergrund und Geschichte
Im Oktober 2021 verkündete die United Soccer League, dass im Zuge einer Expansion der Lexington Pro Soccer Club ab der Spielzeit 2023 am Spielbetrieb der USL League One teilnehme. Am 22. März 2022 wurden Details zum Markenauftritt – insbesondere Klubfarben, Logo und Lexington Sporting Club als offizieller Name – bekannt gegeben. Mit Cheftrainer Sam Stockley sowie den Ex-Profis Warren Goodhind und Nacho Novo, der zudem die U-23-Mannschaft des Klubs anleitete, als dessen Trainerassistenten nahm der Klub Anfang 2023 die Trainingsarbeit auf und bestritt am 18. März des Jahres gegen das ebenso als Teil der Expansion neu gegründete Franchise One Knoxville SC sein erstes Pflichtspiel. Nach der 1:2-Auftaktniederlage gelang am vierten Spieltag gegen Tormenta FC der erste Sieg. Am Ende der Spielzeit verpasste der Klub auf dem neunten Tabellenplatz die Play-offs.
Im Mai 2023 verkündete die United Soccer League die Gründung der Frauenfußballmeisterschaft USL Super League ab 2025, dabei gehörte der Lexington SC zu den Gründungsmitgliedern. Parallel nahm die Mannschaft bereits an der semiprofessionellen USL W League teil.
Im Mai 2024 kündigte United Soccer League an, dass die Männermannschaft nach Abschluss der Spielzeit 2024 aus der USL League One ausscheiden und anschließend in der USL Championship antreten werde. Unter dem neuen Trainer Darren Powell verpasste sie zum Saisonende erneut die Play-Off-Spiele. Anschließend übernahm Terry Boss den Trainerposten für die USL-Championship-Mannschaft.

## Stadion
Sowohl die Männer- als auch die Frauenmannschaft nutzt das Lexington SC Stadium als Heimstadion. Die vom Architekturbüro Gensler Architects entworfene Spielstätte wurde zwischen 2023 und 2024 erbaut und bietet 7500 Zuschauern Platz. Das Stadion befindet sich in südöstlicher Richtung außerhalb Lexingtons in der Nähe einer Ausfahrt der Interstate 75.